# 피터의 법칙

피터의 법칙을 보여주는 그래프

피터의 법칙(Peter Principle)는 1969년 로렌스 피터 교수가 발표한 경영 이론이다. 이론에 따르면 승진은 승진 후보자의 승진 후 직책에 관련된 능력보다는 현재 직무 수행 능력에 근거하여 이루어진다. 따라서 승진자는 현재 직무 수행 능력을 더 이상 수행할 수 없는 직책까지 직위가 올라가게 되고, 결국 무능하게 된 상태로 고위직에 있는다고 한다. 다시 말해, 무능함에 따라 직위가 달라진다고 한다. 관료제의 단점을 보여주는 이론 중 하나이다.